# 해병대 민항기 오인 사격 사건
해병대 민항기 오인 사격 사건(海兵隊民航機誤認射擊事件) 2011년 6월 17일 오전 4시에 승객 110명 등 119명을 태운 중국 청두 발 아시아나항공 여객기(OZ 324)를 상대로 강화군 교동도 해병대 대공감시초소 초병 2명이 적기로 오인하여 경고 사격을 한 사건이다.
K2 소총을 사용했으며, 2발의 공포탄과 97발의 실탄을 발사하였으나 K2 소총의 사거리에서 벗어나 있었으므로 피탄되지는 않았다.

## 논란
그 항로가 지난 10년간 여객기가 늘 다니던 곳이었고, 그 날 오인사격을 받은 아시아나 여객기도 정상항로로 가고 있던 중이어서, 오인사격을 하게 된 이유에 대해 논란을 낳았으나, 조사 결과 해병대 초소에서 사고기가 민항기인지 공군 중앙방공통제소에 문의했고, 공군은 민항기임을 확인해 해병대에 통보하려 했지만 해병대 초소에서 전화를 받지 않았다고 한다.